# Powellia integra
Powellia integra là một loài rêu trong họ Racopilaceae. Loài này được (Dixon) Zanten mô tả khoa học đầu tiên năm 1999.